# Lepricornis atricolor
Lepricornis atricolor är en fjärilsart som beskrevs av Butler 1871. Lepricornis atricolor ingår i släktet Lepricornis och familjen Riodinidae. Inga underarter finns listade i Catalogue of Life.